# John Boland (Autor)
John Boland (geboren am 12. Februar 1913 in Sparkbrook, Birmingham; gestorben am 9. November 1976) war ein britischer Schriftsteller und Journalist.
Sein bekanntestes Buch ist der Kriminalroman The League of Gentlemen (1958, deutscher Titel Die Herren Einbrecher geben sich die Ehre), der 1960 auch verfilmt wurde.

## Leben
Boland war der Sohn von Albert Edward Boland und Elizabeth, geborene Mills. In den 1930er Jahren arbeitete er in der Landwirtschaft, als Seemann, Eisenbahnarbeiter und in anderen Jobs und unternahm größere Reisen in Nordamerika und Europa. Nach dem Zweiten Weltkrieg war er Verkäufer von Reklameschildern und Kfz-Teilen. 1952 heiratete er Philippa J. H. Carver, der einige seiner Bücher gewidmet sind. Nach der Heirat zog das Paar nach Wandsworth, London, und schließlich nach East Sussex in der Nähe von Ashdown Forest.
Ab 1956 arbeitete Boland als freier Schriftsteller. Seine ersten beiden Romane White August (1955) und No Refuge (1956) sind der Science-Fiction zuzurechnen, wobei der zweite Roman bereits eine Mischung aus Science-Fiction- und Kriminalroman ist, in dem zwei Kriminelle Zuflucht bei einer utopischen Gemeinschaft in der Antarktis suchen. Daneben lieferte er  Beiträge für die Science-Fiction-Magazine von John Carnell. Auch wenn die Romane Operation Red Carpet (1959) und Holocaust (1974) SF-Elemente enthalten, so war ab Ende der 1950er Jahre eine Hinwendung zum Kriminalroman eindeutig.
In den folgenden Jahrzehnten verfasste Boland mehr als zwei Dutzend Kriminalromane, von denen ein Großteil ins Deutsche übersetzt wurde, sowie hunderte von Zeitungs-Kurzgeschichten. Daneben arbeitete er für das Fernsehen, schrieb eine Episode für die Serie No Hiding Place, gründete 1964 eine Filmfirma und verfasste zwei Drehbücher (The Stone Desert und The Golden Fleece), die allerdings nicht realisiert wurden.
Sein größter Erfolg war der Kriminalroman The League of Gentlemen (1958). 1960 wurde dieser unter der Regie von Basil Dearden verfilmt. Der Film Die Herren Einbrecher geben sich die Ehre wurde ein Kinoerfolg und gilt als Klassiker der britischen Kriminalkomödie.
Boland schrieb noch zwei Fortsetzungen, The Gentlemen Reform, 1961, und The Gentlemen at Large, 1962.
Boland war Mitglied der Birmingham Writers' Group und der Swanwick Writers’ Summer School, deren Vorsitzender er von 1958 bis 1960 war.

## Bibliografie
Romane
- White August (Science-Fiction, 1955)
  - Deutsch: Weißer August. Übersetzt von W. Kohler-Eder. Moewig (Terra #108), 1960.
- No Refuge (Science-Fiction- und Kriminalroman, 1956)
  - Deutsch: Flucht ins Ungewisse. Übersetzt von Luise Däbritz. Die Mitternachtsbücher #209. Desch, 1964.
- Queer Fish (1958)
- The League of Gentlemen (Kriminalroman, 1958)
  - Deutsch: Bankraub. Astoria, 1958. Neuausgabe als: 7000 Pfund und eine Penny. Übersetzt von C. Würzler. Maluche, 1959. Weitere Ausgabe: Die Herren Einbrecher geben sich die Ehre. Übersetzt von Werner Gronwald. Heyne #1101. Heyne, 1963.
- Mysterious Way (1959)
  - Deutsch: Sei brav und töte. Maluche, 1968. Weitere Ausgabe: Ein Paket mit Trauerflor. Übersetzt von Hannelore Guski. Heyne TB #1419. Heyne, 1970.
- Operation Red Carpet (1959)
- Bitter Fortune (Kriminalroman, 1959)
  - Deutsch: Der Tote mit dem Koffer. Übersetzt von C. Würzler. Astoria, ca. 1955. Auch als: 7000 Pfund und eine Penny. Übersetzt von C. Würzler. Maluche, München 1959, DNB 740304046.
- The Midas Touch (Kriminalroman, 1960)
  - Deutsch: Die goldene Fracht. Übersetzt von Rosmarie Kahn-Ackermann. Die Mitternachtsbücher #222. Desch, 1965.
- Negative Value (Kriminalroman, 1960)
  - Deutsch: Der Teufelsspiegel. Übersetzt von Rosmarie Kahn-Ackermann. Die Mitternachtsbücher #301. Desch, 1966.
- The Gentlemen Reform (Kriminalroman, 1961)
  - Deutsch: Die Herren Einbrecher brechen aus. Übersetzt von Werner Gronwald. Heyne #1107. Heyne, 1963.
- Inside Job (Kriminalroman, 1961)
  - Deutsch: Die Juwelenkiste. Übersetzt von Hanna Groll. Die Mitternachtsbücher #627. Desch, 1973, ISBN 3-420-00627-6.
- The Golden Fleece (1961)
- Vendetta (1961)
  - Deutsch: Vendetta. Übersetzt von Nora Norden. Die Mitternachtsbücher #341. Desch, 1967.
- The Gentlemen at Large (1962)
- Fatal Error (Kriminalroman, 1962)
  - Deutsch: Der verhängnisvolle Irrtum. Übersetzt von Rosmarie Kahn-Ackermann. Die Mitternachtsbücher #238. Desch, 1965.
- Counterpol (Kriminalroman, 1963)
  - Deutsch: Unternehmen Counterpol. Übersetzt von Luise Däbritz. Die Mitternachtsbücher #266. Desch, 1965.
- The Catch (Kriminalroman, 1964)
  - Deutsch: Forellen im Netz. Übersetzt von Leni Sobez. Heyne TB #1329. Heyne, 1968.
- Counterpol in Paris (1964)
- The Good Citizens (1965)
- The Disposal Unit (1966)
- The Gusher (1967)
- Painted Lady (1967)
- Breakdown (Kriminalroman, 1968)
  - Deutsch: Das fast perfekte Verbrechen. Übersetzt von Melitta Dittmann. Die Mitternachtsbücher #414. Desch, 1969.
- The Fourth Grave (Kriminalroman, 1969)
  - Deutsch: Im Clinch. Übersetzt von Gretl Friedmann. Scherz-Action-Krimi #99. Scherz, 1971.
- The Shakespeare Curse (1969)
- Kidnap (1970)
- The Big Job (Kriminalroman, 1970)
  - Deutsch: Der geheimnisvolle Mr Big. Übersetzt von Rosmarie Kahn-Ackermann. Die Mitternachtsbücher #527. Desch, 1971, ISBN 3-420-00527-X.
- The Trade of Kings (1972)
- Holocaust (Thriller, 1974)

Kurzgeschichten
1956:
- Herma (in: Science Fantasy, v 7 #20, 1956)

1957:
- The Man from Toombla (in: New Worlds Science Fiction, #59 May 1957)
- Fabulous Photographer (in: New Worlds Science Fiction, #60 June 1957)
- Manhunter (in: New Worlds Science Fiction, #62 August 1957)
- Doat Age (in: Galaxy Science Fiction, September 1957)
- Straight from the Horse’s Mouth (in: Science Fantasy, October 1957)
- The Wire Tappers (in: Science Fantasy, December 1957)

1958:
- Secret Weapon (in: New Worlds Science Fiction, #69 March 1958)
- The Picture (in: Fantastic, November 1958)

Sachliteratur
- Free-Lance Journalism (1960)
- Short Story Writing (1960)